# Matar al Nani
Matar al Nani és una pel·lícula espanyola de 1988 dirigida per Roberto Bodegas.
Pertany a l'anomenat cinema quinqui, que reflecteix la vida de joves de barris pobres, que es veuen obligats a delinquir; així com la corrupció policial i institucional.

## Argument
Ambientada a començaments dels anys 80, basada en fets reals. Santiago Corella (El Nani) és un atracador de joieries nascut en un família marginal. Alguns alts càrrecs de la Policia juntament amb l'industrial i joier Molero, munten una organització d'estafa a joieries i companyies d'assegurances, utilitzant els serveis del grup d'aquest atracador de tal manera que durant algun temps roben multitud de joieries. Amb el canvi de govern el ministre de l'Interior socialista, demana més control policial en els atracaments a joieries i que es trobi la mercaderia robada, i llavors el Nani deixa de ser útil a l'organització.
La pel·lícula mostra àmpliament el fosc submón policial i empresarial, igualment la impunitat dels cossos de seguretat davant dels delictes que ells mateixos cometen.

## Repartiment
- Frédéric Deban: Nani
- José Pedro Carrión: Gálvez
- Eulàlia Ramon: Lola
- Chema de Miguel:	Teo
- Fermí Reixach:	Richard
- Albert Vidal: Manuel Soto
- Damián Velasco: Luis Tejada
- Antonio Dechent: Policia
- Miguel Ángel Salomón: Molero
- Yolanda Farr: Esposa del marquès
- José Soriano: Pare de Nani
- Ricardo Lucía
- Pedro Miguel Martínez: Ajudant de Soto
- Manolo Guijar: Marquès
- Manuel Fadón: Chino